# 懷帕胡 (夏威夷州)
怀帕胡（英語：Waipahu）是美國夏威夷州檀香山市县瓦胡岛上的Ewa区的一個人口普查指定地區，之前是甘蔗种植园镇。截至2010年美国人口普查，CDP人口为38,216人。怀帕胡的邮政编码是96797。